# Боксерице
Боксерице јесу тип мушког доњег веша. Појавили су се 1990-их и обично се носе на спортским догађајима и као свакодневни доњи веш.

## Етимологија
Термин потиче од еластичних шорцева које носе боксери.
Боксерице се у Уједињеном Краљевству и Аустралији називају и гаћице (ен. trunks). Постоји неколико подтипова боксерица.

## Историја
Некада се сматрало да је боксерице пионир био дизајнер Џон Варватос током свог рада у Келвин Клајну као шефа дизајна мушке одеће 1990–1995. Међутим, одевни предмет је био доступан много раније, како га је дизајнирао Ђорђо Армани и какав је носио Ричард Гир у филму Амерички жиголо из 1980. Боксерице су значајно испромовисане серијом  реклама у штампаним медијима из 1992. са Марком „Марки Марком“ Волбергом и називане су „једним од највећих револуција у одећи током века“. О настанку боксерица Варватос је 2010. рекао: „Само смо одсекли пар дугих гаћа и помислили да би ово могло бити кул..."

## Плодност
Неке студије сугеришу да уске доње гаћице попут боксерица и високе температуре нису оптималне за за производњу сперметозоида. Постоји слична теорија о ризику од рака тестиса. Други извори оспоравају ову теорију. Студија у часопису урологије из октобра 1998. је, на пример, закључила да врста доњег веша вероватно неће имати значајан утицај на плодност мушкараца.

## Галерија
- Неколико пари боксерица у поређењу са лабавим боксерицама.
- Човек који носи пар боксерица.
- Задњи шавови на овим боксерицама избегавају централни шав и оцртавају задњицу.